# Gardena (Kalifornien)
Gardena ist eine Stadt im Los Angeles County im US-Bundesstaat Kalifornien, Vereinigte Staaten. Das U.S. Census Bureau hat bei der Volkszählung 2020 eine Einwohnerzahl von 61.027 ermittelt. Gardena war ursprünglich ein Teil von Rancho San Pedro, dem Lehen, das Juan José Dominguez 1784 von König Karl III. erhielt.
Der Spitzname der Stadt The City of Opportunity wurde 2006 angenommen. Das frühere Motto The Freeway City bezog sich auf die Nähe von Gardena zur Kreuzung der Freeways 405, 110, und 91, von denen aber keiner durch das Stadtgebiet verläuft.

## Geographie
Nach den Angaben des United States Census Bureaus hat die Stadt eine Fläche von 15,1 km², die ausschließlich aus Land besteht. Sie ist eine principal city der Los Angeles–Long Beach–Anaheim, CA Metropolitan Statistical Area, die Teil der Greater Los Angeles Area ist.

## Demographie
Zum Zeitpunkt des United States Census 2000 bewohnten Gardena 57.746 Personen die Stadt. Die Bevölkerungsdichte betrug 3830,9 Personen pro km². Es gab 21.041 Wohneinheiten, durchschnittlich 1395,9 pro km². Die Bevölkerung Gardenas bestand zu 23,82 % aus Weißen, 25,99 % Schwarzen oder African American, 0,64 % Native American, 26,82 % Asian, 0,73 % Pacific Islander, 16,94 % gaben an, anderen Rassen anzugehören und 5,05 % nannten zwei oder mehr Rassen. 31,82 % der Bevölkerung erklärten, Hispanos oder Latinos jeglicher Rasse zu sein.
Die Bewohner Gardenas verteilten sich auf 20.324 Haushalte, von denen in 33,5 % Kinder unter 18 Jahren lebten. 44,5 % der Haushalte stellten Verheiratete, 18,1 % hatten einen weiblichen Haushaltsvorstand ohne Ehemann und 31,0 % bildeten keine Familien. 25,5 % der Haushalte bestanden aus Einzelpersonen und in 8,2 % aller Haushalte lebte jemand im Alter von 65 Jahren oder mehr alleine. Die durchschnittliche Haushaltsgröße betrug 2,80 und die durchschnittliche Familiengröße 3,38 Personen.
Die Stadtbevölkerung verteilte sich auf 25,8 % Minderjährige, 8,7 % 18–24-Jährige, 32,3 % 25–44-Jährige, 20,9 % 45–64-Jährige und 12,4 % im Alter von 65 Jahren oder mehr. Das Durchschnittsalter betrug 34 Jahre. Auf jeweils 100 Frauen entfielen 95,1 Männer. Bei den über 18-Jährigen entfielen auf 100 Frauen 91,4 Männer.
Das mittlere Haushaltseinkommen in Gardena betrug 38.988 US-Dollar und das mittlere Familieneinkommen erreichte die Höhe von 44.906 US-Dollar. Das Durchschnittseinkommen der Männer betrug 32.951 US-Dollar, gegenüber 29.908 US-Dollar bei den Frauen. Das Pro-Kopf-Einkommen in Gardena war 17.263 US-Dollar. 15,7 % der Bevölkerung und 12,3 % der Familien hatten ein Einkommen unterhalb der Armutsgrenze, davon waren 22,3 % der Minderjährigen und 10,1 % der Altersgruppe 65 Jahre und mehr betroffen.

## Politik
In der Gesetzgebung Kaliforniens befindet sich Gardena im 25. Wahlbezirk des Senats und wird durch den Demokraten Edward Vincent vertreten, sowie im 51. Wahlbezirk der Assembly, wo der Wahlkreis durch den Demokraten Curren D. Price Jr. vertreten wird. Auf Bundesebene liegt Gardena im 35. Kongresswahlbezirk Kaliforniens und wird durch die Demokratin Maxine Waters vertreten.

## Söhne und Töchter der Stadt
- Art Pepper (1925–1982), Altsaxophonist
- Takuo Miyagishima (1928–2011), Kamera-Ingenieur
- Gary Berland (1950–1988), Pokerspieler
- Aaron Norris (* 1951), Regisseur
- Patti Yasutake (1953–2024), Film- und Fernsehschauspielerin
- Marla O’Hara (* 1961), Beachvolleyballspielerin
- Billy Warlock (* 1961), Schauspieler
- Joey Castillo (* 1966), Schlagzeuger
- Lisa Leslie (* 1972), Basketballspielerin
- Tyus Edney (* 1973), Basketballspieler
- Angel Perkins (* 1984), Sprinterin
- Beau Bennett (* 1991), Eishockeyspieler
- Robert Woods (* 1992), Footballspieler